# Bestialité (film)
Pour plus de détails, voir Fiche technique et Distribution.
Bestialité (Bestialità) est un film érotique italien réalisé par Peter Skerl (it) et sorti en 1976. 

## Synopsis
Sur une île méditerranéenne, la petite Jeanine assiste involontairement à la relation sexuelle perverse de sa mère avec le chien de la famille. Le père, ayant découvert le fait, met le feu à la maison pour se venger. Mais l'animal vit toujours et la petite fille traumatisée continue de vivre avec la bête, des années plus tard.
Pendant ce temps, un couple en crise s'installe sur les lieux du méfait.

## Fiche technique
- Titre italien original : Bestialità[1]
- Titre français : Bestialité[2]
- Réalisateur : Peter Skerl (it)
- Scénario : Peter Skerl (it), Luigi Montefiori
- Photographie : Giuseppe Berardini
- Montage : Virgilio Mattei
- Musique : Coriolano Gori
- Décors et costumes : Massimo Lentini (it)
- Production : Ugo Valenti
- Société de production : I.P.R.A., Produzione U. Valenti
- Pays de production :  Italie
- Langues originales : italien
- Format : couleur par Technicolor - Son mono - 35 mm
- Durée : 75 minutes
- Genre : érotique
- Dates de sortie :
  - Italie : 16 novembre 1976
  - France : 1979

## Distribution
- Philippe March : Paul
- Juliette Mayniel : Yvette
- Leonora Fani : Jeanine
- Enrico Maria Salerno : Ugo
- Ilona Staller : Eva
- Paul Müller : le père de Jeanine
- Franca Stoppi : La mère de Jeanine

## Production
C'est le seul film réalisé par Peter Skerl (it). Dans la version italienne, la réalisation du film est attribuée à Virgilio Mattei, qui a en fait monté le film. Sur certaines plateformes, George Eastman (alias Luigi Montefiori) est mentionné à tort comme coréalisateur de Bestialité.
Le long métrage devait faire partie d'une trilogie, qui n'a jamais été achevée en raison de problèmes financiers.
Enrico Maria Salerno, qui interprète un pêcheur muet, ne prononce pas un mot de tout le film.

## Exploitation
Sorti dans les salles de cinéma italiennes le 16 novembre 1976, le film a été interdit aux moins de 18 ans en raison de son contenu dérangeant.
Un juge de Rome a condamné Franca Stoppi pour actes immoraux, bien que les scènes de zoophilie soient clairement fictives.
Pendant de nombreuses années, l'œuvre de Skerl n'est pas sorti en vidéo. En 2019, une version DVD éditée par Nocturno est sortie.

### Accueil critique
Paolo Mereghetti, dans son dictionnaire du même nom, estime que le film est un « navet érotique trop ambitieux ».